# Paul Brandvik
Paul Brandvik (* 1937 in Fargo/North Dakota) ist ein US-amerikanischer Komponist, Chordirigent und Musikpädagoge.
Brandvik studierte Schulmusik am Concordia College in Moorhead, Minnesota (bis 1959), Vokalmusik an der University of Wisconsin (bis 1965) und Chormusik an der University of Illinois (bis 1969). Er wurde dann Chordirektor an der Bemidji State University, an der er bis zu seiner Emeritierung 1998 wirkte, und nahm mit dem Bemidji Choir an Chorfestivals in den USA, Österreich, Frankreich, der Schweiz, Belgien, Spanien und Israel teil.
Er wirkte als Gastdirigent bei über einhundert Chorfestivals, unterrichtete acht Sommer beim International Choir Conductors Course in Belgien, gab Kurse für die Music Educators National Conference, die American Choral Directors Association und die International Society for Music Education und leitete die All-State-Chöre von Minnesota, Arkansas und Montana. Zudem komponierte und arrangierte er mehr als fünfzig Chorwerke, veröffentlichte das The Compleet Madrigal Dinner Booke und war Koautor des Lehrwerkes Up Front: Becoming the Complete Choral Conductor. 